# Leichtathletik-Weltmeisterschaften 2019/10.000 m der Frauen

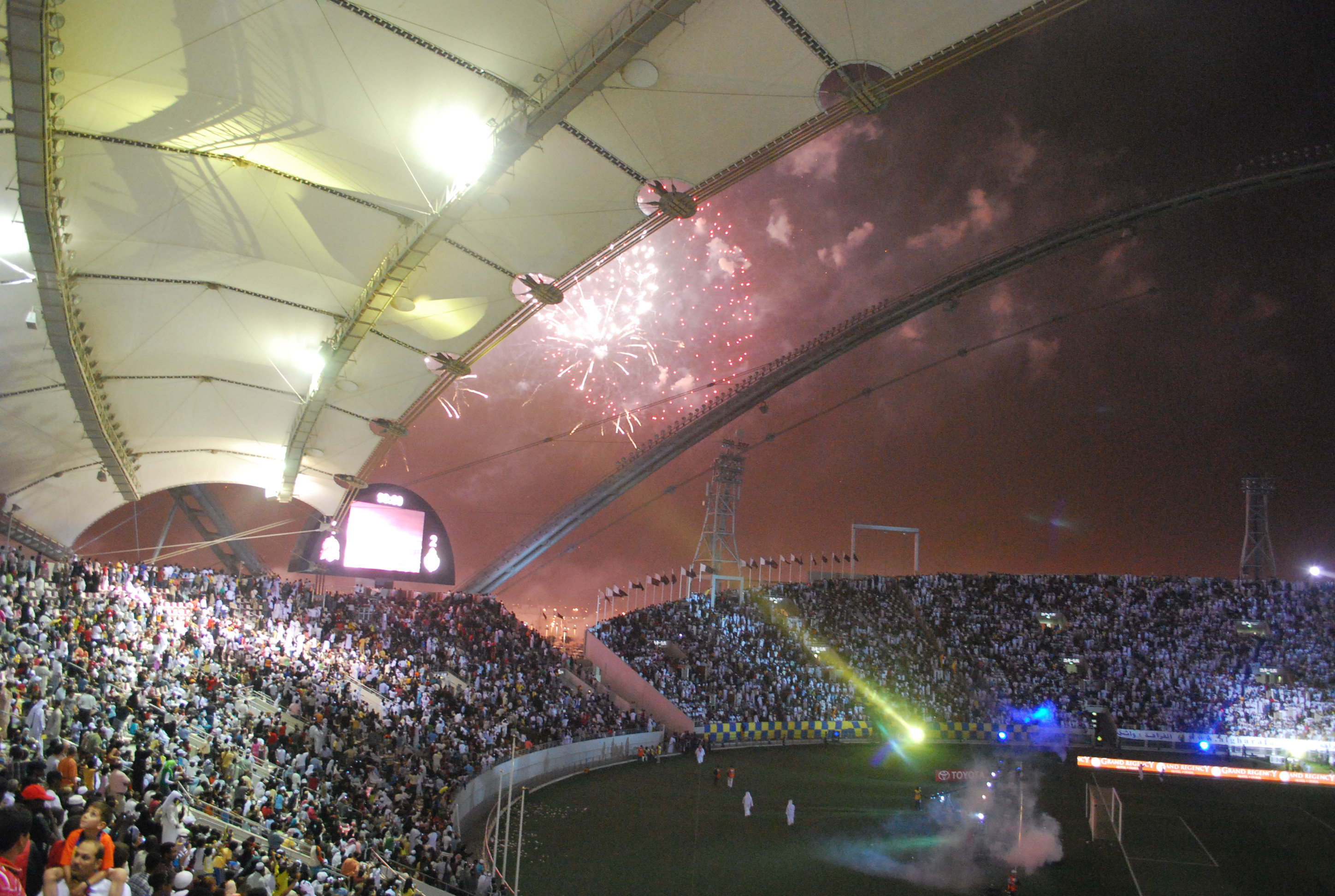
Das Khalifa International Stadium während des Emir Cups im Jahr 2009

Der 10.000-Meter-Lauf der Frauen bei den Leichtathletik-Weltmeisterschaften 2019 fand am 28. September 2019 im Khalifa International Stadium der katarischen Hauptstadt Doha statt.
22 Athletinnen aus elf Ländern nahmen an dem Wettbewerb teil.
Die Goldmedaille gewann die Niederländerin Sifan Hassan mit Weltjahresbestleistung in 30:17,62 Minuten. Sie war vorher auf kürzeren Strecken erfolgreich: über 5000 Meter WM-Dritte 2017, 2018 Europameisterin und 2014 Vizeeuropameisterin. Im 1500-Meter-Lauf hatte sie 2015 WM-Bronze, 2014 EM-Gold und 2016 EM-Silber errungen. Hier in Doha wurde sie sieben Tage später auch Weltmeisterin über 1500 Meter.

Silber ging in 30:21,23 min an die Äthiopierin Letesenbet Gidey.

Die Bronzemedaille gewann wie bei den Weltmeisterschaften 2017 die Kenianerin Agnes Jebet Tirop mit 30:25,20 Minuten.

## Rekorde
Vor dem Wettbewerb galten folgende Rekorde:
| Weltrekord               | Almaz Ayana   | 29:17,45 min | OS in Rio de Janeiro, Brasilien | 12. August 2016 |
| Weltmeisterschaftsrekord | Berhane Adere | 30:04,18 min | WM in Paris, Frankreich         | 23. August 2003 |

Der bestehende WM-Rekord wurde bei diesen Weltmeisterschaften nicht eingestellt und nicht verbessert.
Die niederländische Weltmeisterin Sifan Hassan stellte mit 30:17,62 min eine Weltjahresbestleistung auf.

## Ergebnis

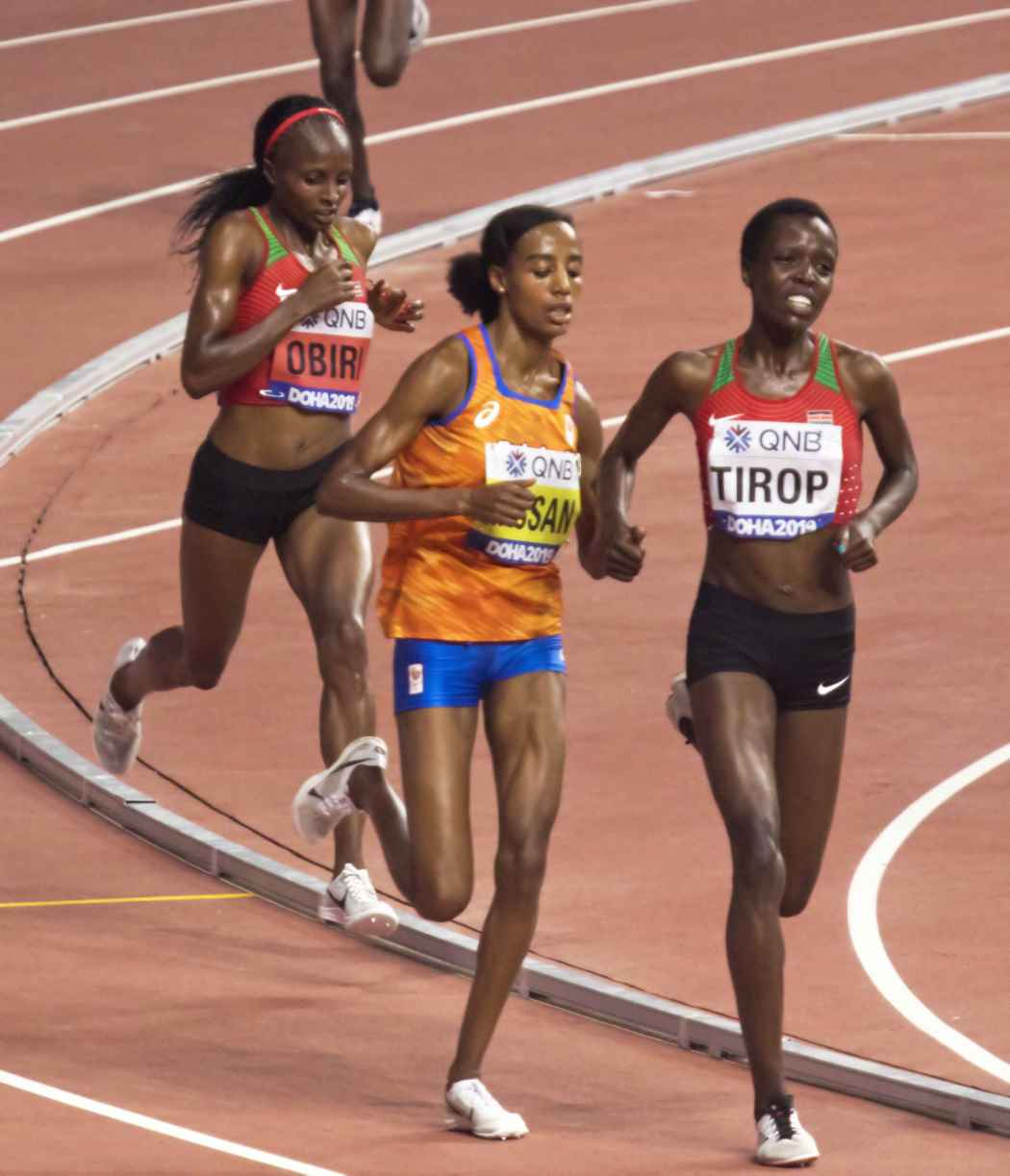
Hier führte Agnes Jebet Tirop vor Sifan Hassan und Hellen Obiri

28. September 2019, 21:10 Uhr Ortszeit (20:10 Uhr MESZ)
| Platz | Athletin            | Land           | Zeit (min)     |
| ----- | ------------------- | -------------- | -------------- |
|       | Sifan Hassan        | Niederlande    | 30:17,62 WL/PB |
|       | Letesenbet Gidey    | Äthiopien      | 30:21,23 PB    |
|       | Agnes Jebet Tirop   | Kenia          | 30:25,20 PB    |
| 4     | Rosemary Wanjiru    | Kenia          | 30:35,75 PB    |
| 5     | Hellen Obiri        | Kenia          | 30:35,82 PB    |
| 6     | Senbere Teferi      | Äthiopien      | 30:44,23 SB    |
| 7     | Susan Krumins       | Niederlande    | 31:05,40 PB    |
| 8     | Marielle Hall       | USA            | 31:05,71 PB    |
| 9     | Molly Huddle        | USA            | 31:07,24       |
| 10    | Emily Sisson        | USA            | 31:12,56       |
| 11    | Hitomi Niiya        | Japan          | 31:12,99 SB    |
| 12    | Camille Buscomb     | Neuseeland     | 31:13,21 PB    |
| 13    | Ellie Pashley       | Australien     | 31:18,89 PB    |
| 14    | Sinead Diver        | Australien     | 31:25,49 PB    |
| 15    | Stephanie Twell     | Großbritannien | 31:44,79       |
| 16    | Stella Chesang      | Uganda         | 32:15,20       |
| 17    | Natasha Wodak       | Kanada         | 32:31,19       |
| 18    | Rachael Zena Chebet | Uganda         | 32:41,93 PB    |
| 19    | Minami Yamanouchi   | Japan          | 32:53,46       |
| 20    | Juliet Chekwel      | Uganda         | 33:28,18       |
| DNF   | Netsanet Gudeta     | Äthiopien      |                |
| DNF   | Alina Reh           | Deutschland    |                |

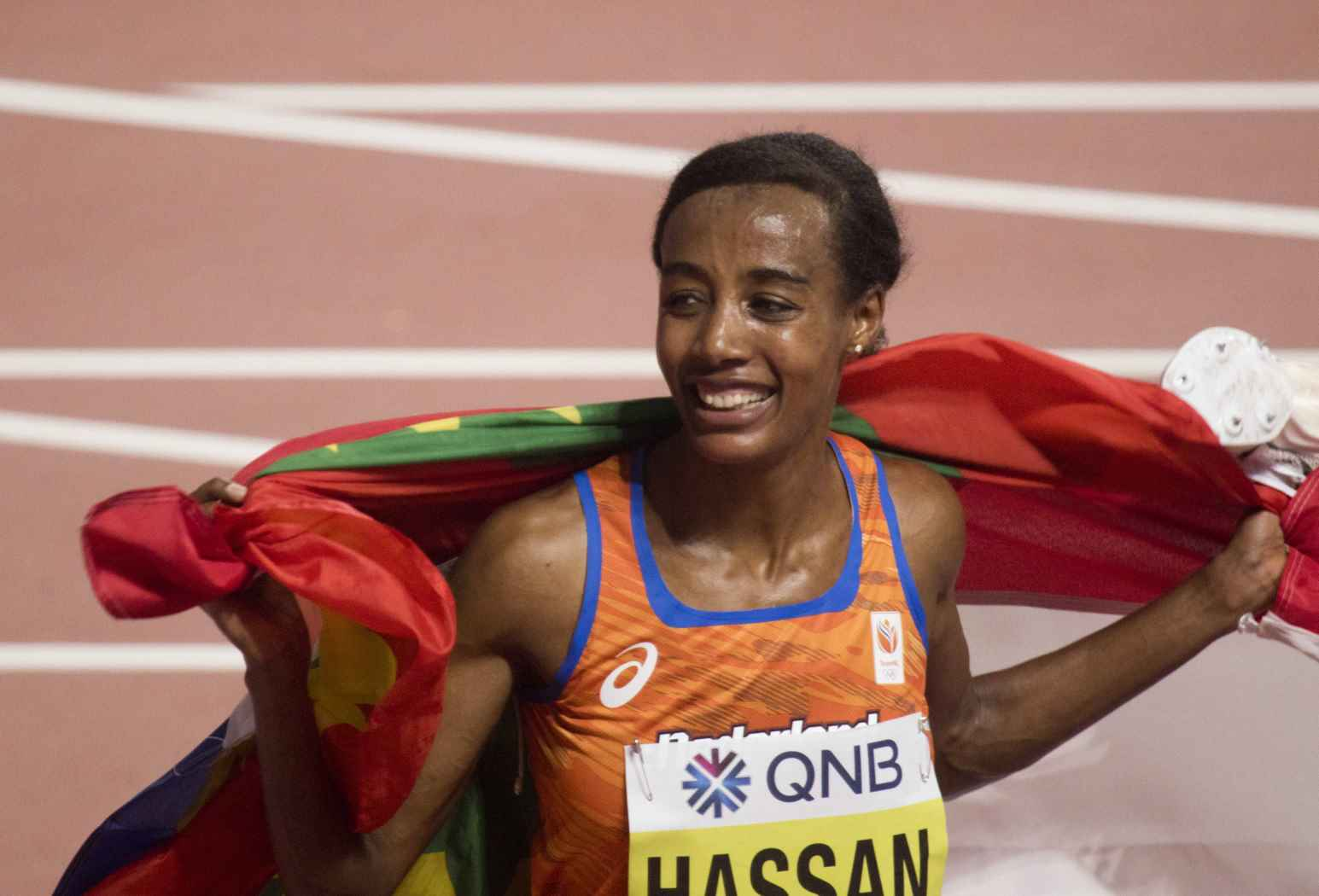
Sifan Hassan nach ihrem ersten Titelerfolg hier in Doha – in der Woche darauf folgte ein zweiter Sieg über 1500 Meter
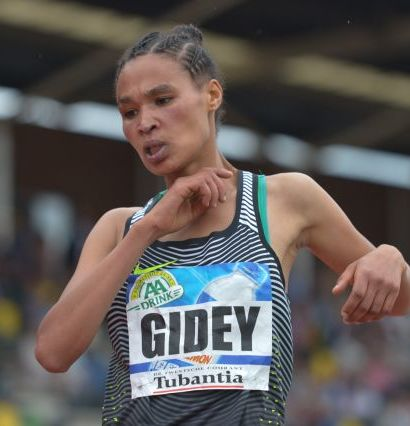
Vizeweltmeisterin Letesenbet Gidey
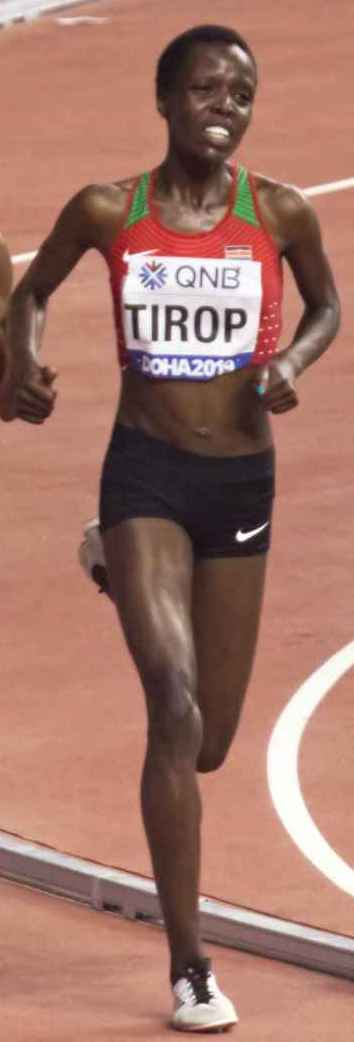
Bronzemedaillengewinnerin Agnes Jebet Tirop

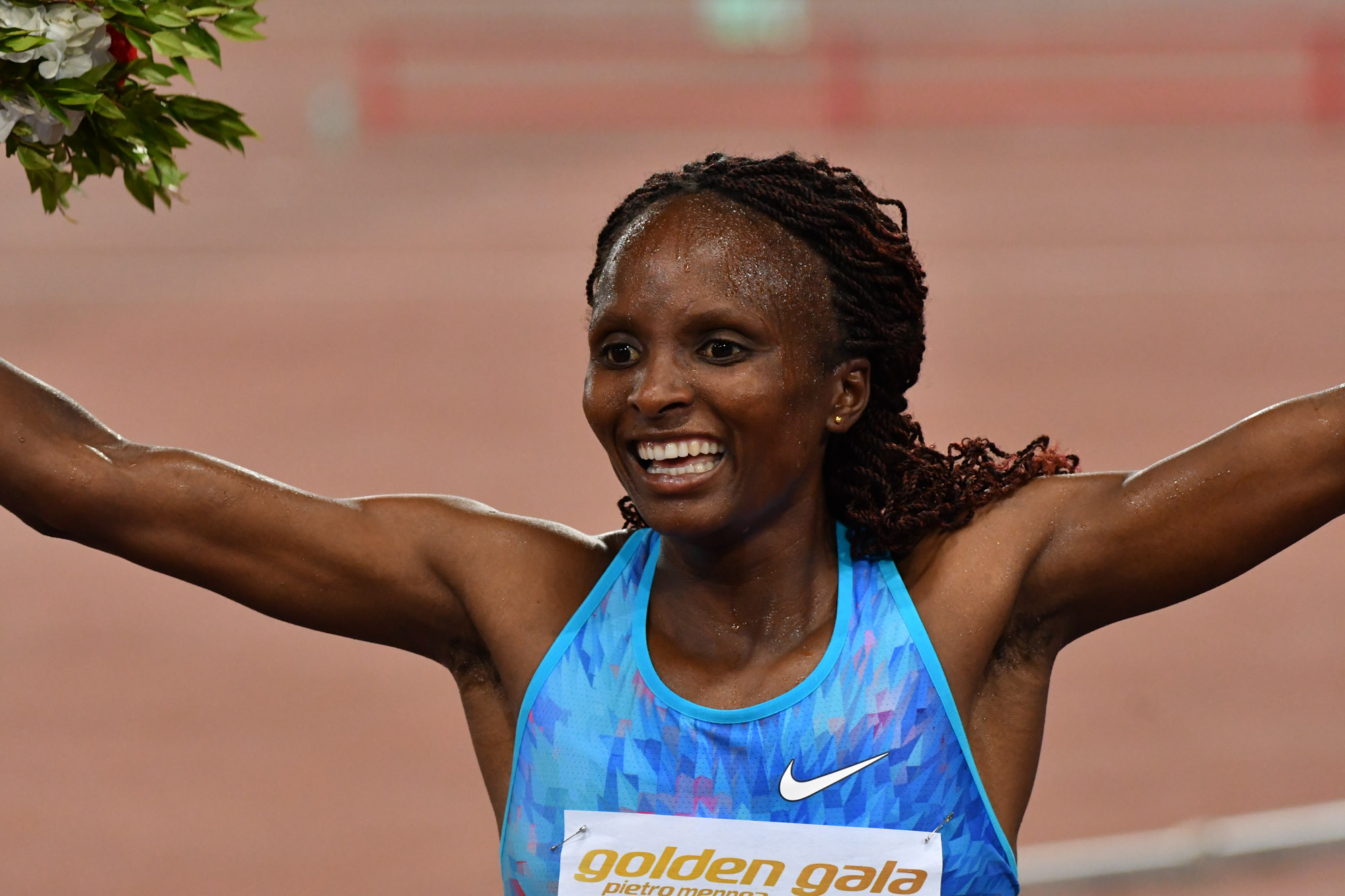
Die fünftplatzierte Hellen Obiri wurde eine Woche später Weltmeisterin über 5000 Meter
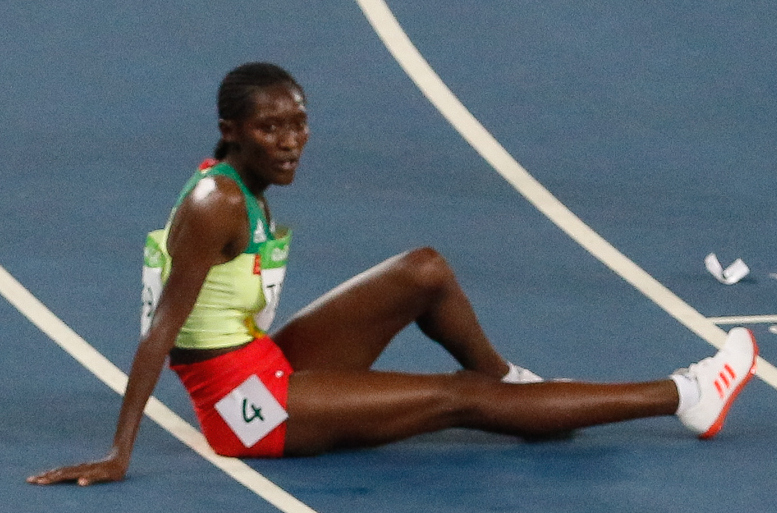
Senbere Teferi kam auf den sechsten Platz
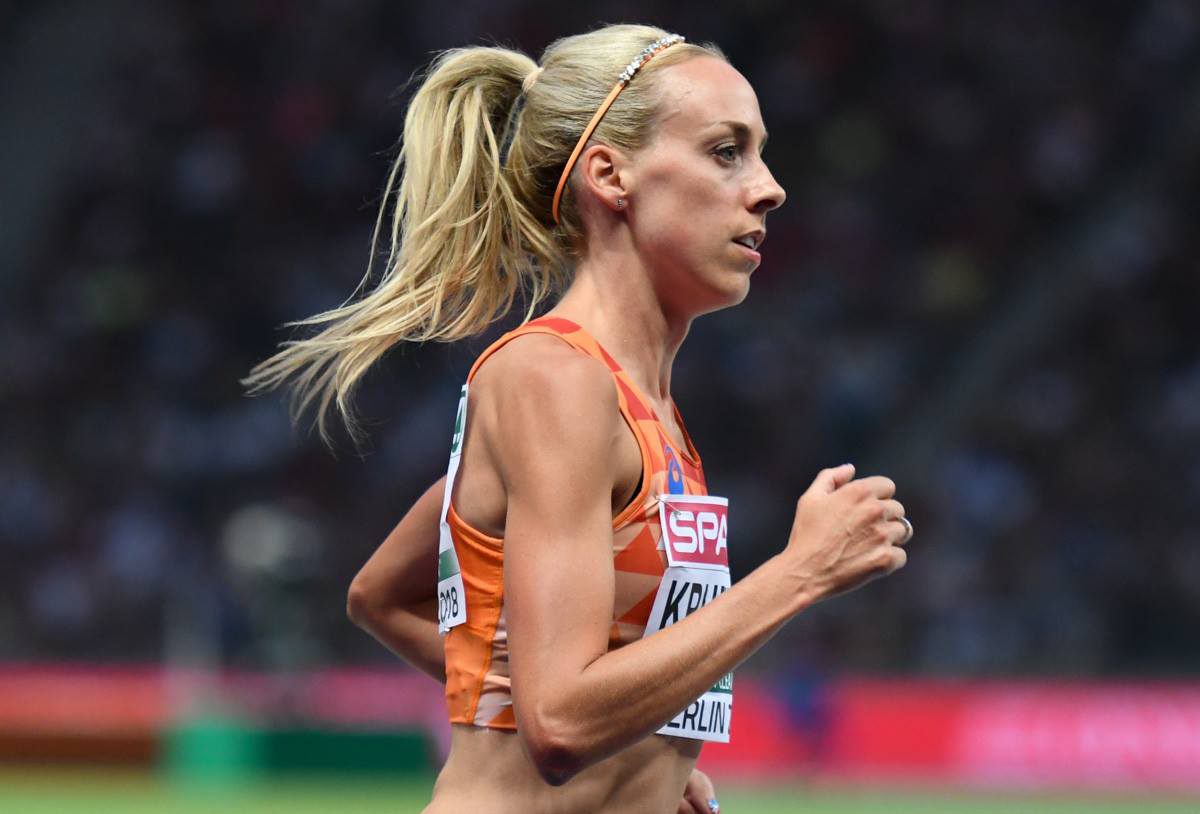
Susan Krumins belegte Rang sieben
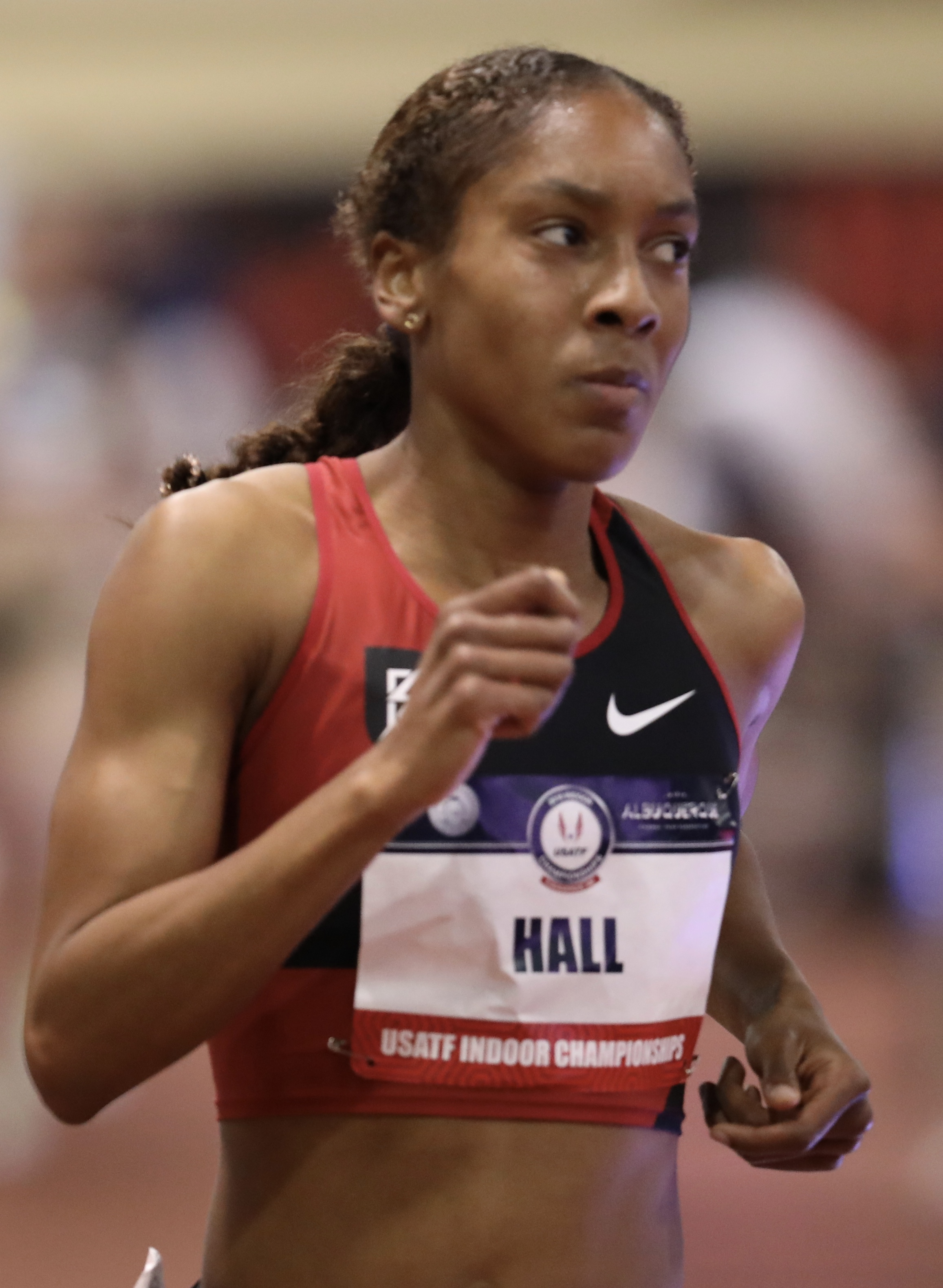
Marielle Hall erreichte Platz acht
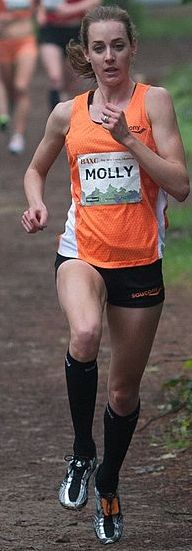
Molly Huddle – Rang neun
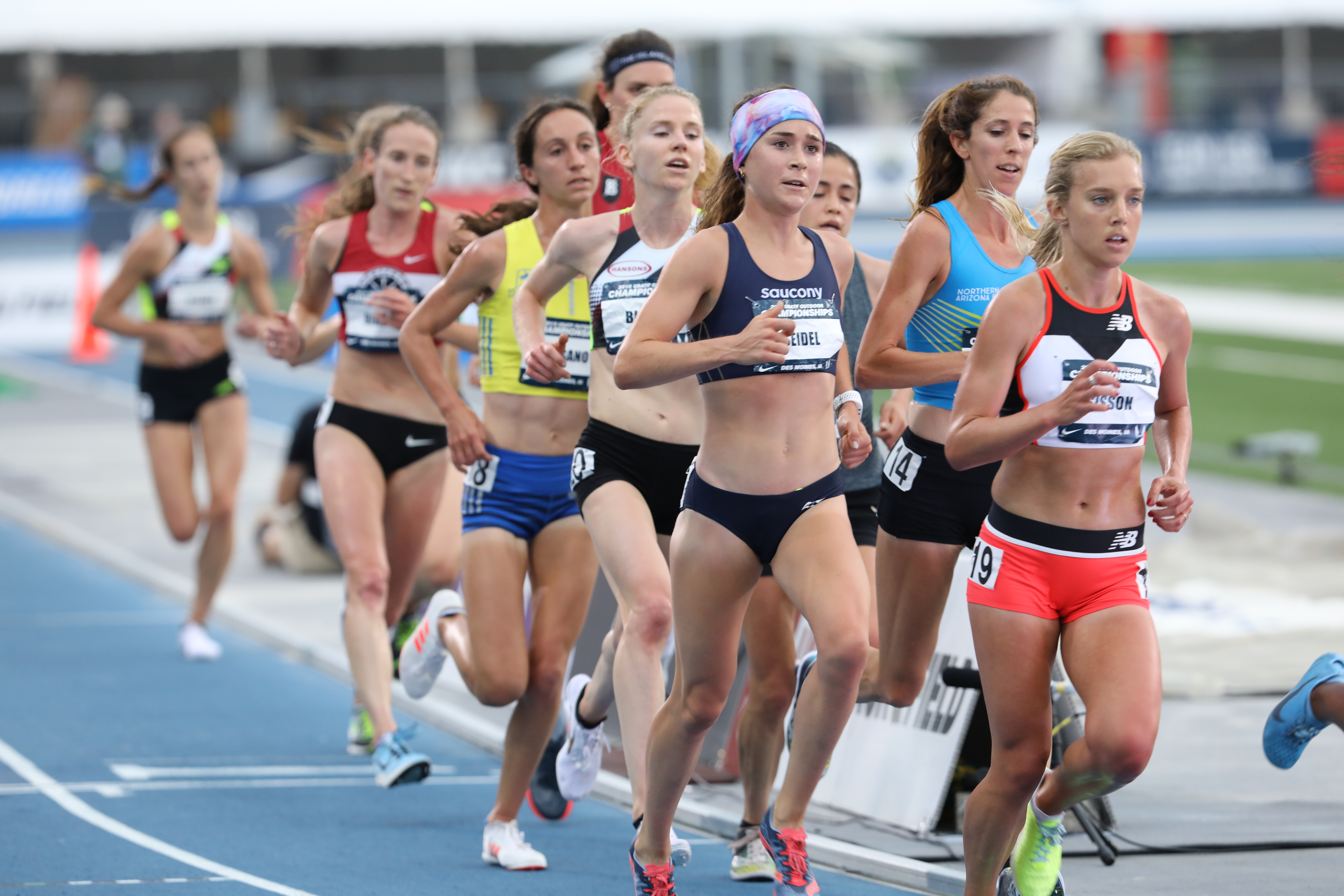
Emily Sisson (hier in führender Position eines Rennens im Jahr 2018) wurde Zehnte
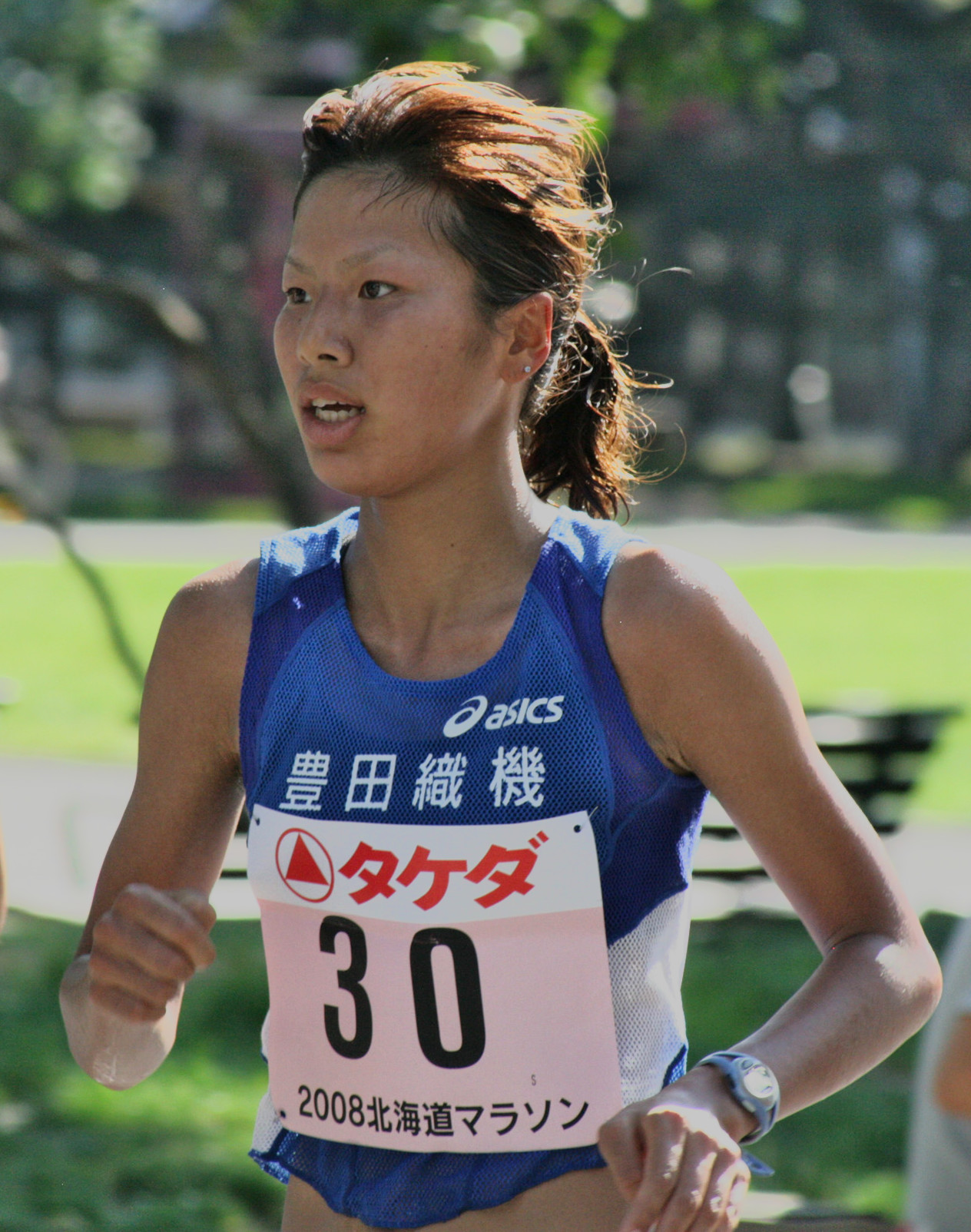
Hitomi Niiya – Rang neun
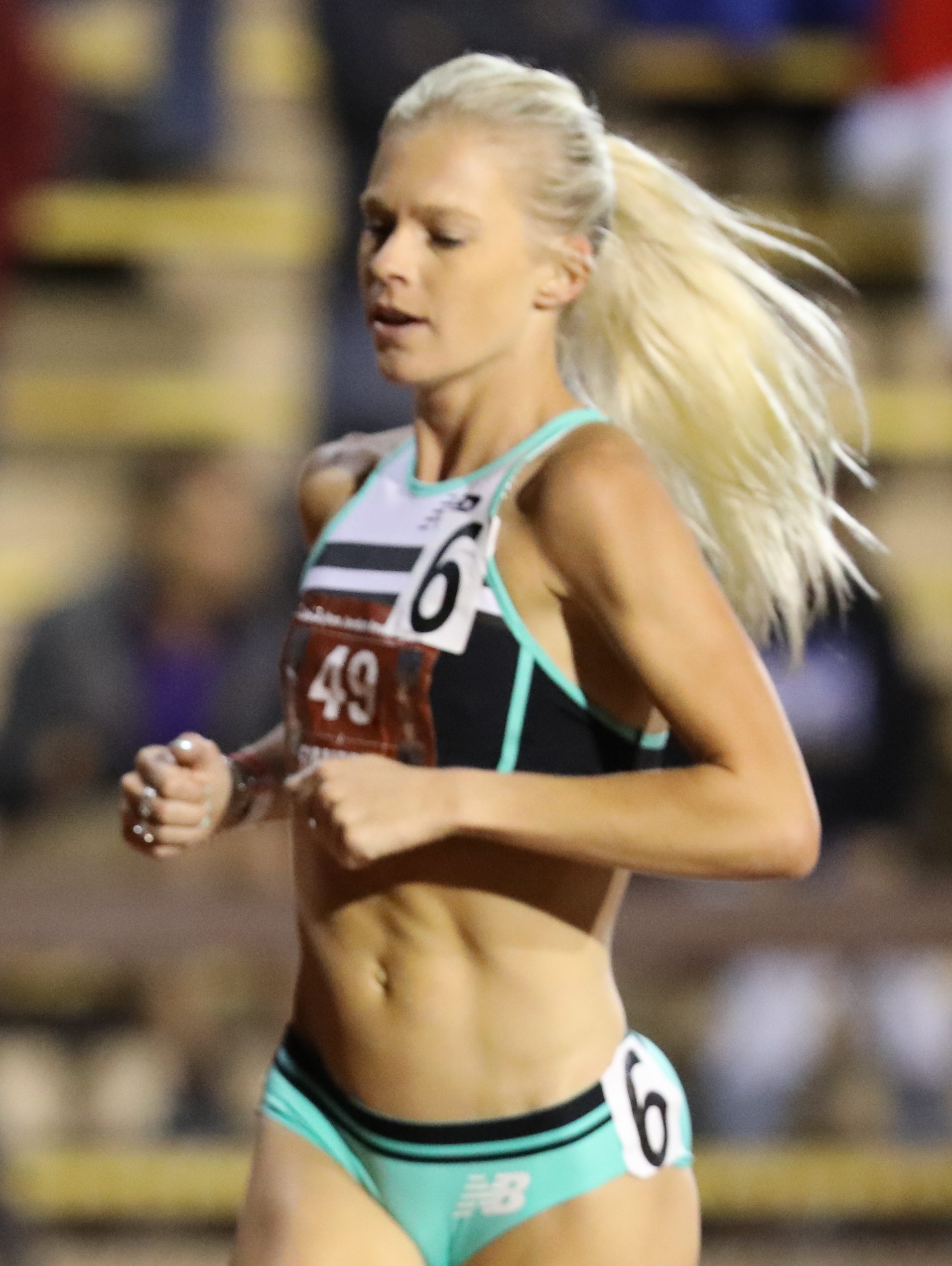
Camille Buscomb – Rang zwölf
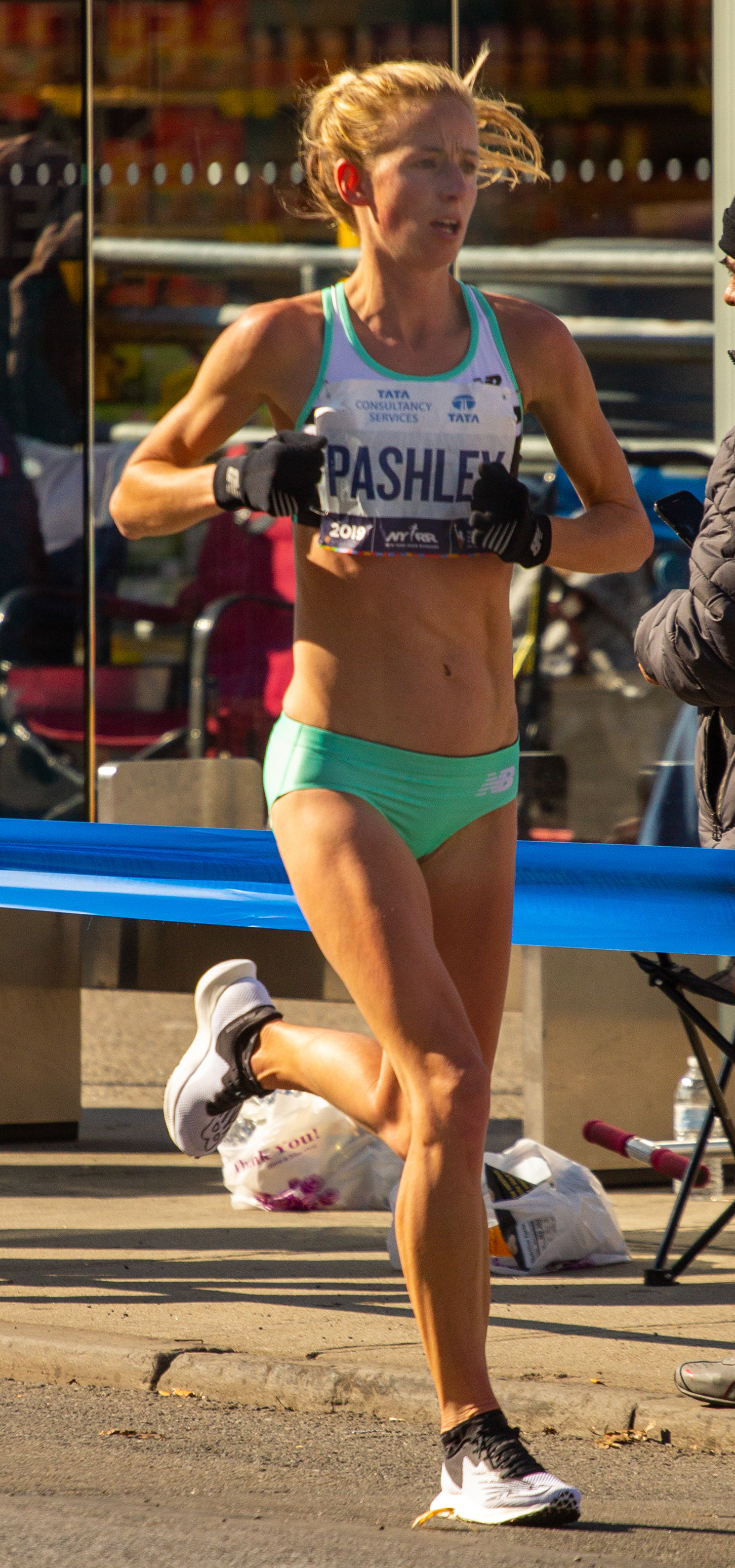
Ellie Pashley – Rang dreizehn
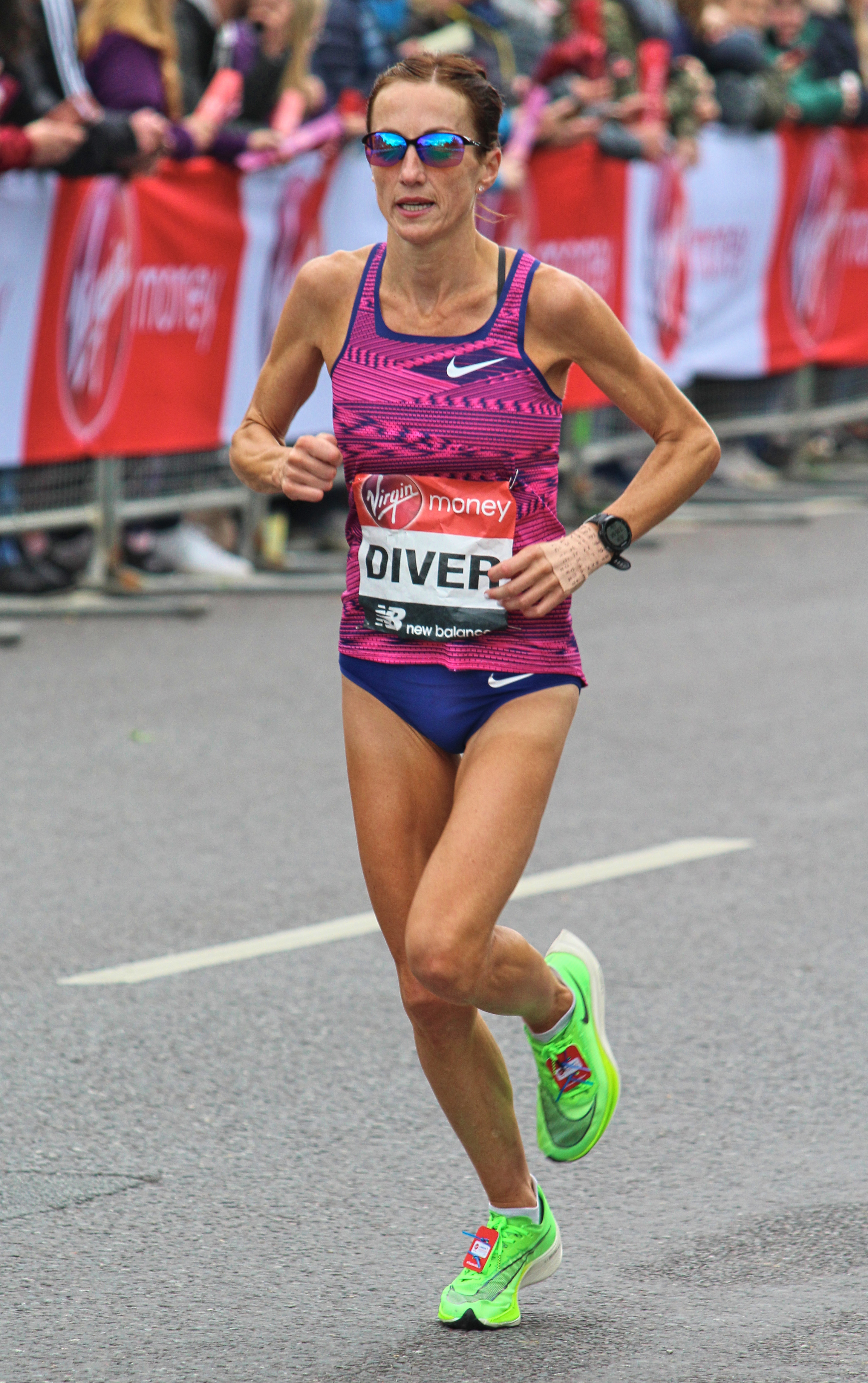
Sinead Diver – Rang vierzehn
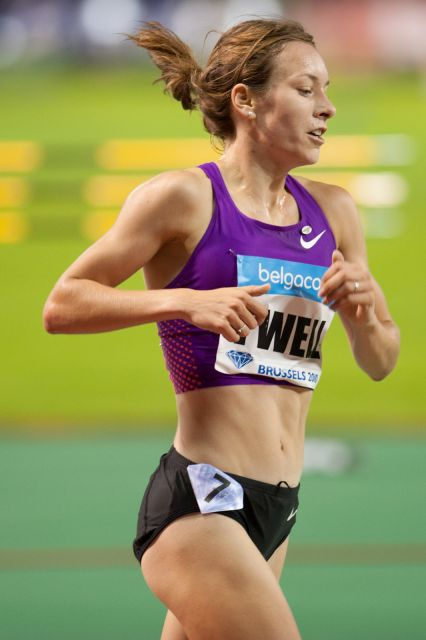
Stephanie Twell – Rang fünfzehn
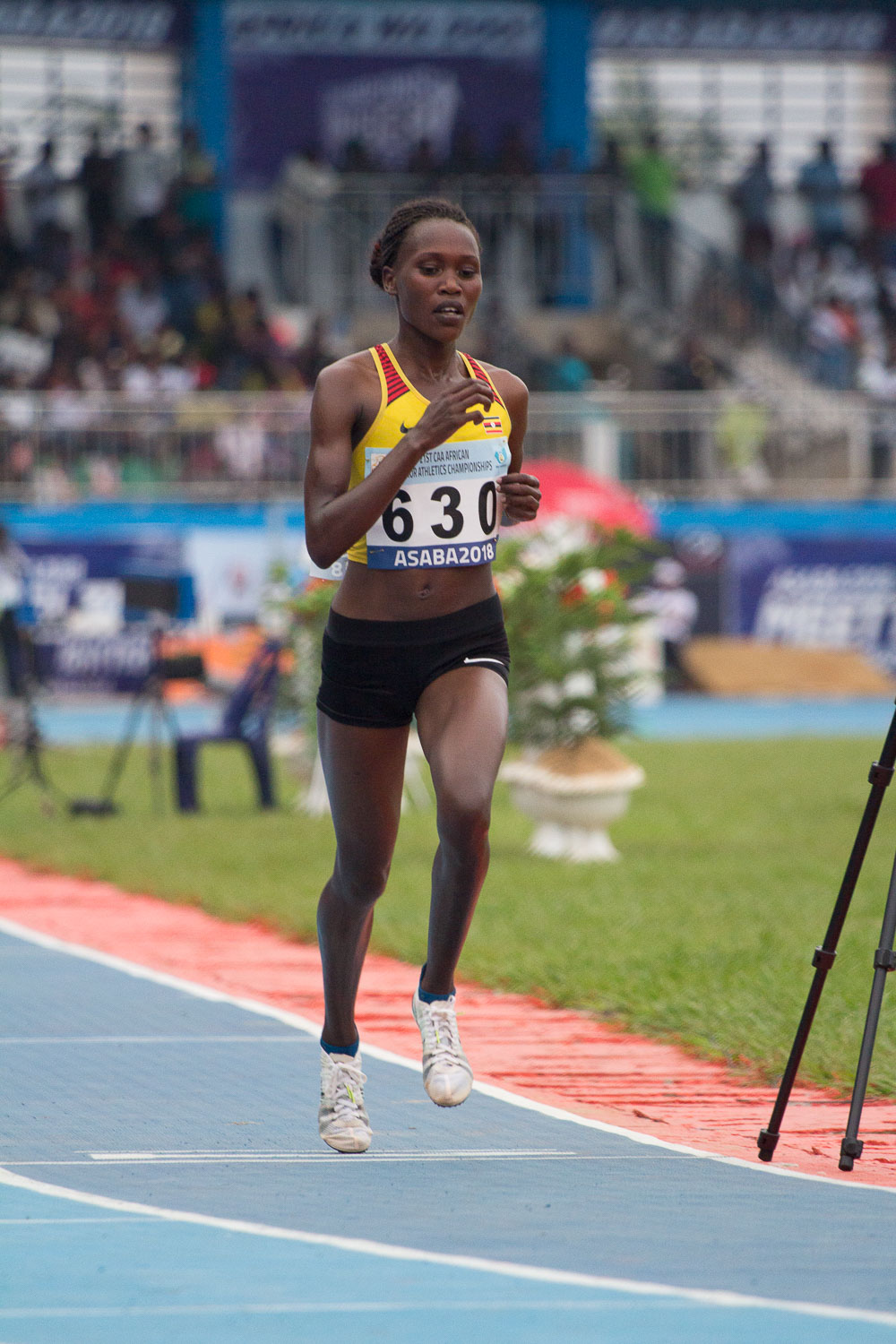
Stella Chesang – Rang sechzehn
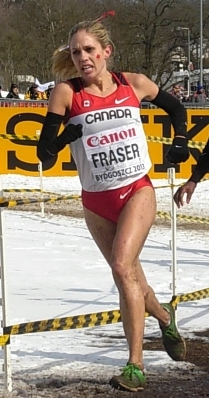
Natasha Wodak – Rang siebzehn
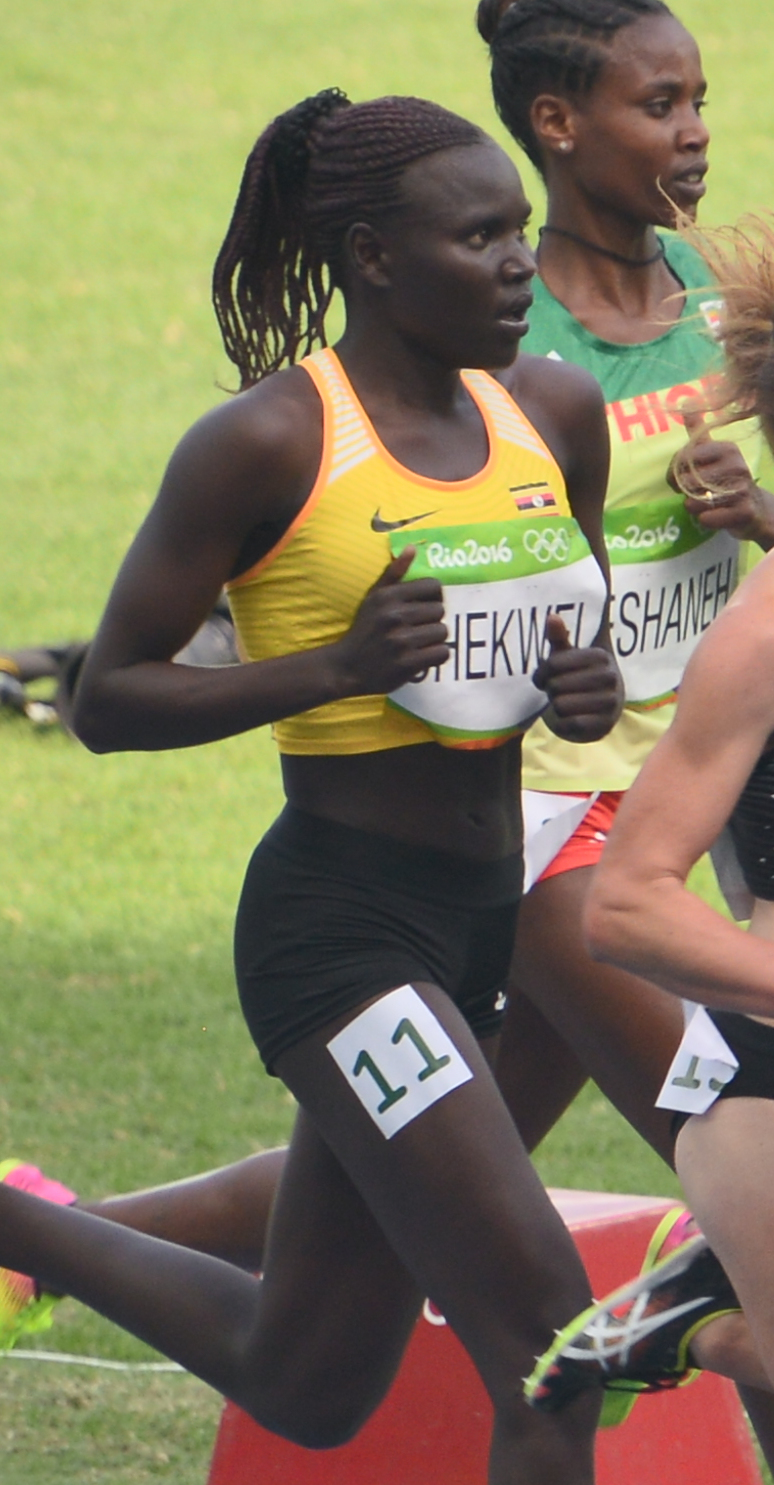
Juliet Chekwel (gelbes Trikot) – Rang
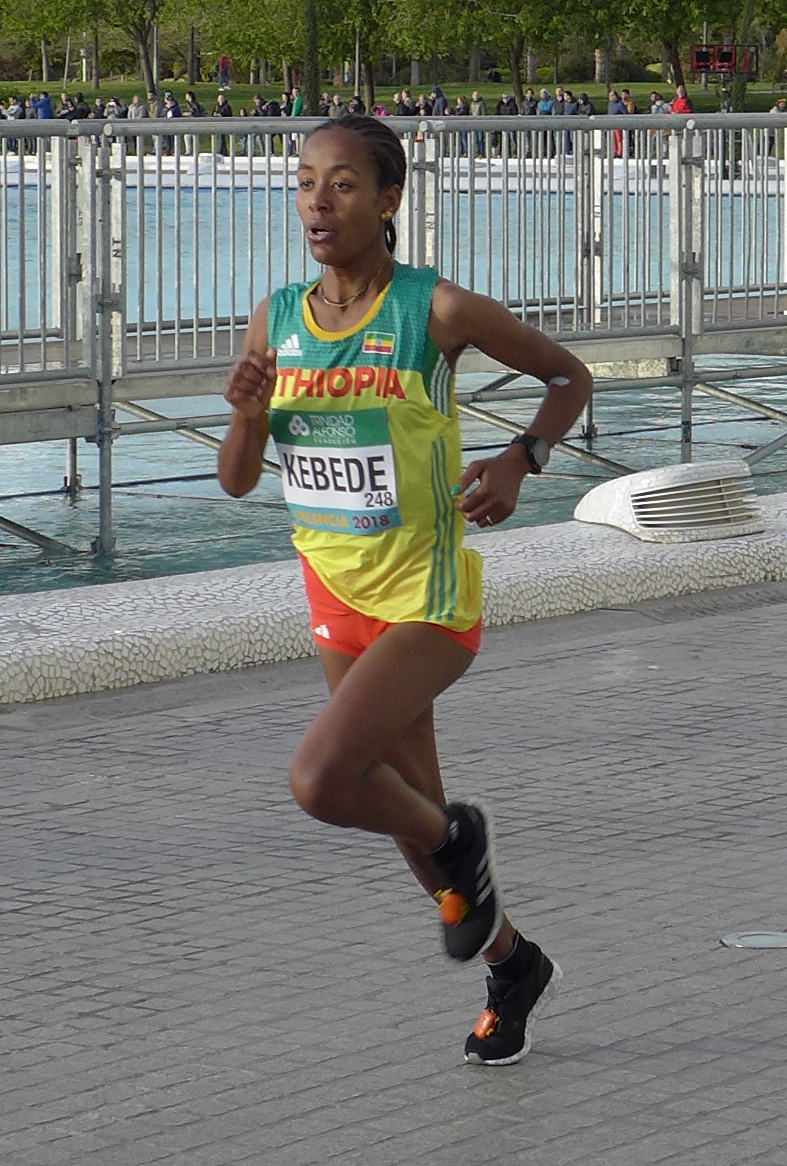
Netsanet Gudeta – Rennen nicht beendet
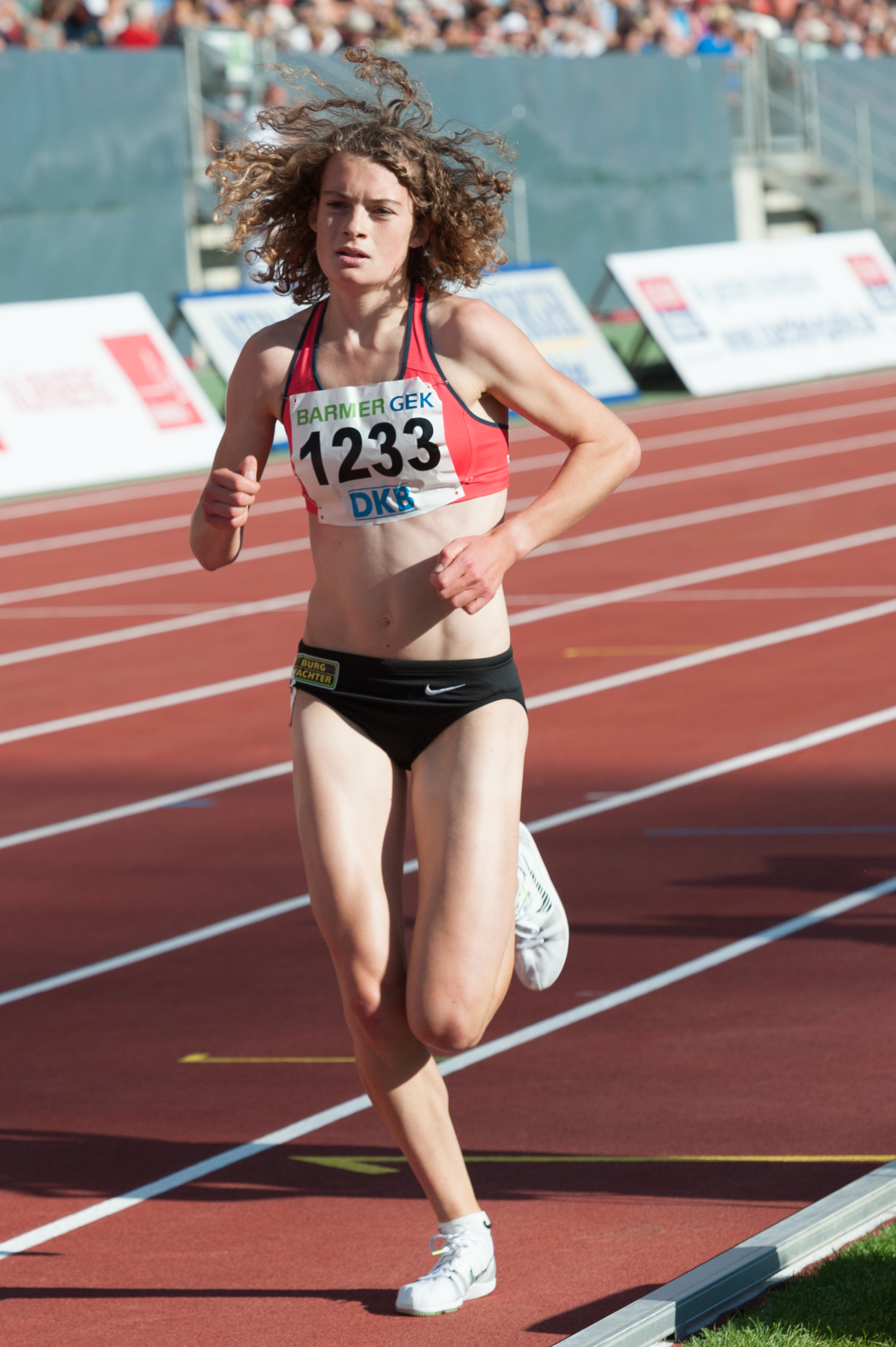
Alina Reh – Rennen nicht beendet

## Video
- Women's 10,000m Final | World Athletics Championships Doha 2019, youtube.com, abgerufen am 21. März 2021